# Alexander Keith’s

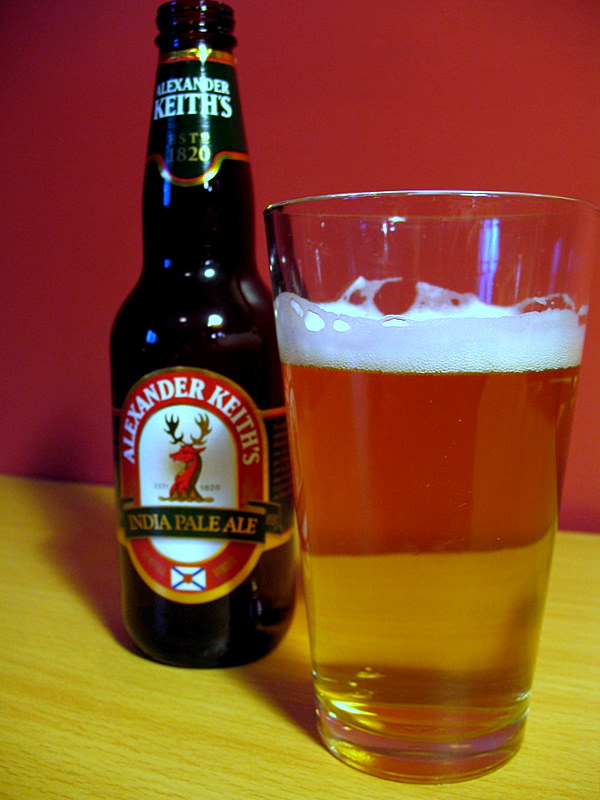
Пиво Alexander Keith's

Alexander Keith's (рус. Алегза́ндер Кит'с) — канадский пивоваренный завод, основанный в 1820 в Галифаксе в Новой Шотландии Александром Китом, эмигрировавшим из Шотландии в 1817.
В настоящее время пивоваренным заводом владеет Labatt, дочернее предприятие InBev (бывшей Interbrew). Он производит также пиво Oland, продаваемое в Атлантической Канаде.
В 2004—2005 Keith's стал хорошо известен в англоязычной Канаде благодаря его рекламным роликам, в которых очень патриотичный галигонец (житель Галифакса с килтом и шотландским акцентом) возмущается отсутствием пива Keith's, которое он воспринимает как оскорбление.
Самое популярным и продаваемым пивом Keith's является «индийский бледный эль» (India Pale Ale).
Для придания пиву известности были использованы и карьера Александра Кита как политика и пивовара, и шотландское наследие Новой Шотландии. В 2002 мэр Галифакса Питер Келли предложил в каждый ящик пива класть приглашение посетить Галифакс.

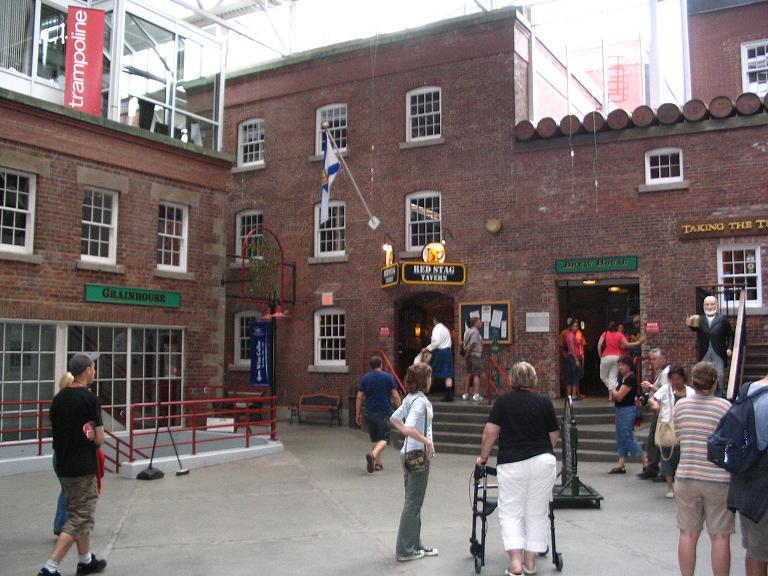
Пивоваренный завод Alexander Keith's в Галифаксе